# Глубокинское городское поселение
Глубо́кинское городско́е поселе́ние — городское поселение в составе Каменского района Ростовской области России.
Административный центр — пгт Глубокий.

## Административное устройство
В состав Глубокинского городского поселения входят 4 населенных пункта:
- пгт Глубокий
- посёлок Каменногорье
- посёлок Крутая Горка
- посёлок Таловатая Балка

## Население
| 2010   | 2012    | 2013    | 2014  | 2015  | 2016  | 2017  |
| ------ | ------- | ------- | ----- | ----- | ----- | ----- |
| 10 856 | ↘10 519 | ↘10 294 | ↘9938 | ↘9733 | ↘9565 | ↘9403 |
| 2018   | 2019    | 2020    | 2021  |       |       |       |
| ↘9215  | ↘8995   | ↘8888   | ↗9054 |       |       |       |